# Saint-Malo-des-Trois-Fontaines
Saint-Malo-des-Trois-Fontaines è un comune francese di 581 abitanti situato nel dipartimento del Morbihan nella regione della Bretagna.

## Società

### Evoluzione demografica
Abitanti censiti